# Антияпонское движение в Маньчжоу-го
Антияпонское движение в Маньчжоу-го (кит. 东北抗战) — партизанская война китайцев Маньчжурии против Японской империи и государства Маньчжоу-го, происходившая в 1931—1941-м годах.

## Вторжение и добровольческая армия (1931—1933)
После Мукденского инцидента Квантунская армия без сопротивления продвигалась вглубь Маньчжурии. Японские агенты старались переманить на свою сторону китайскую администрацию и генералов, которые на окраине страны чувствовали некоторую свободу от обязательств перед центральной властью. Маньчжурии была обещана автономия под защитой Императорской армии. На уговоры поддался генерал Си Ця, перешедший со своими войсками на сторону японцев и создавший Временное правительство провинции Гирин. 4 ноября 1931-го генерал Ма Чжаньшань нарушил приказ Чана Кайши о несопротивлении и вступил в бой с японцами. Зимой он отступал после поражений, после чего также перешёл на сторону Японии.
Бандиты, с начала века грабившие поезда КВЖД, активизировались во время боевых действий, и японцы были вынуждены провести против них несколько экспедиций. Большая часть бандитов была поймана, но их нападения на дороги всё же встречались и после. Также против японских войск и армии Маньчжоу-го действовала народная милиция (братства), исторически защищавшая мелкие и средние землевладения. Акции братств «Красная стрела» и «Большой меч» продолжались вплоть до осени 1933-го, хотя религиозная склонность к вере в заклинания, защищающие их от пуль, делали ополченцев не очень грозной силой.
Главную антияпонскую силу представляли армии добровольцев, созданные во время вторжения верными Гоминьдану генералами Дин Чао и Ван Дэлинем: Армия самообороны Цзилиня и Китайская народная армия национального спасения (АНС). В феврале завоевание Маньчжурии завершилось, в начале марта было создано Маньчжоу-го. Ван Дэлинь уничтожил 18 мостов, а 20 февраля его силы (1 000 человек) захватили город Дуньхуа. Посланные против них японские войска попали в засады и с большими потерями отступили. Успех Ван Дэлиня неприятно удивил Японию, в это время убеждавшую прибывшую делегацию Лиги Наций в мирном существовании Маньчжоу-го. Также сотни солдат армии нового государства перешли на сторону АНС, увеличив её численность до 10 000—15 000.
После окончания зимы 1932-го начались карательные экспедиции в малонаселённые края, захваченные партизанами. Пока на севере японцы преследовали в глуши Сунгари отступавших добровольцев, на юге гоминьдановский генерал Ли Хайцзин захватил город Нунъань вблизи Синьцзина и напал на конвой, направлявшийся в арсенал Гирина. Было захвачено 200 000 винтовочных патронов и 50 000 миномётных снарядов. Лишённые боеприпасов коллаборационисты и японские отряды отступили и вызывали по радио поддержку. Через несколько дней подошедшие силы Квантунской армии при помощи бомбардировщиков выбили Ли Хайцзина из Нонгана.
Ма Чжаньшань, ставший министром обороны Маньчжоу-го и губернатором Хэйлунцзяна, с неудовольствием чувствовал недоверие и контроль японцев, он был должен по всем вопросам добиваться одобрения японских консультантов. Он начал создавать личную армию, используя казармы и арсеналы своей провинции. Ма Чжаньшань привёл свои войска в Хэйхэ, якобы для учений, где 7 апреля объявил о независимости Хэйлунцзяна от Маньчжоу-го. Он мобилизовал к началу мая ещё 9 бригад, в других городах также были организованы 11 подразделений. Эти войска стали Северо-восточной антияпонской армией национального спасения. Отправив часть войск на помощь Тину Чао, Ма Чжаньшань 6-ю полками пехоты и кавалерии при поддержки 20-и орудий и семи самолётов двинулся на Харбин. Когда противник заблокировал выход к Харбину, он повернул на Цицикар. В июне войска Ма Чжаньшаня были окружены японской армией, после чего он объявил о изменении тактики на партизанскую, вырвавшиеся из котла 1 000 человек стали его отрядом.
Весной отряды Ли Хайцзина и Ван Дэлиня нападали на железнодорожные станции и несли потери от преследователей. Летом крупные отряды (по 10 000—20 000 человек) предпринимали наступления, захватывая города, из которых их позже выбивала Квантунская армия. В августе монгольские формирования нападали на железную дорогу Сыпин — Таонань, отступив домой после поражения. 2 сентября войска добровольцев генерала Фэна Чжаньхая были окружены противником, однако большая их часть смогла вырваться в Жэхэ.
Генерал Су Бинвэнь командовал армией на советской границе в Синъане, удалённость которого от горячих точек позволяла Бинвэню долгое время не занимать ни одну из сторон. Собрав урожай, в сентябре, когда бои проходили на юге Маньчжурии, он решил присоединиться к Ма Чжаньшаню, назвал свои войска Хэйлунцзянской армией национального спасения и двинулся на восток. Соединившись с армией Ма Чжаньшаня, они захватили несколько городов. Испытывая недостаток продовольствия, войска грабили зажиточных местных жителей, после чего осадили японский гарнизон в городе Лаха. Деблокирующие отряды были уничтожены, после чего был собран 30-тысячный корпус японцев и коллаборационистов, 28 ноября атаковавший у Цицикара войска Ма Чжаньшаня и Су Бинвэня. Недельное преследование закончилось уничтожением большей части армии, Ма Чжаньшань и Су Бинвэнь с остатками отступили в СССР, откуда переправились в Китайскую республику через Синьцзян.
В октябре началось наступление на Гирин и Фэнтянь, захваченные Ван Дэлинем и Ма Чжаньшанем. 30-тысячный японский корпус наступал широким фронтом, окружая и заставляя отступать всех партизан. К концу февраля 1933-го организованное сопротивление было подавлено, некоторые отряды остались в подполье, другие ушли в СССР. Бежавшие лидеры восстания командовали китайскими войсками во Второй японо-китайской войне.

## Коммунисты и Северо-восточная антияпонская объединённая армия (1934—1941)
В 1931-м году, после японского вторжения в Маньчжурию, коммунистическая партия Китая организовала ряд небольших партизанских отрядов, действовавших как против японцев, так и против гоминьдановцев. Их вклад в сопротивление был мизерным, в основном коммунисты пропагандировали среди добровольцев убийства их лидеров и переход под знамёна КПК. Несмотря на неодобрение партии, некоторые её члены помогали АНС, в армии Вана Дэлиня его советниками были коммунисты Ли Яньлу и Чжоу Баочжун. В 1934-м коминтерн решил отложить планы мировой революции ради создания Единого фронта и изгнания японцев из Китая. КПК согласилась и реорганизовала свои маньчжурские силы в Северо-восточную антияпонскую объединённую армию под командованием Чжао Шаньчжи, провозгласившую готовность к союзу с другими антияпонскими силами и приём в свои ряды разнопартийных.
В 1935-м Объединённая армия развернула свою деятельность в Маньчжурию, приняв в свои ряды большинство партизан отрядов, разбитых в 1932—33 и корейских повстанцев (в том числе Ким Ир Сена). Число повстанцев составило около 40 000 человек, поделённых на три армии, в провинциях Фэнтянь (1-я), Гирин (2-я) и Хэйлунцзян (3-я). Задачей армий было создание очагов сопротивления и запугивание новой администрации, что серьёзно влияло на стабильность Маньчжоу-го в 1936-37-м годах. С октября 1936-го по март 1937-го 16-тысячный корпус армии Маньчжоу-го провёл операцию против 1-й армии, уничтожив 2 000 повстанцев и ещё большее число разогнав. После начала в 1937-м полномасштабной войны целью Объединённой армии стало также сковывание японских частей. С ноября 1937-го по март 1939-го 24-тысячный корпус Маньчжоу-го вёл борьбу против 2-й армии в бассейне Амура, Сунгари и Уссури. Во второй половине 1938-го японские войска были сконцентрированы в Фэнтяне, чтобы покончить с самыми опасными партизанами генерала Яна Цзинъюя. Несмотря на то, что поставки 1-й армии удалось пресечь, она продолжала выполнять задачу, совершая нападения и вызывая на себя карательные экспедиции.
К сентябрю 1938-го количество повстанцев сократилось примерно до 10 000 бойцов. Квантунская армия получила подкрепления для последнего удара, и к началу 1940-го армия Ян Цзинъюя была окружена, а сам он убит 23 февраля офицером-предателем. Главные силы партизан были усмирены, остатки в конце 1941-го ушли на территорию Советского Союза. Наконец, 12 февраля 1942-го японской военной полицией был арестован Чжао Шаньчжи, умерший в заключении.

## См.также
- Японская интервенция в Маньчжурию (1931)